# Paris (singel The Chainsmokers)
„Paris” – pierwszy singel z debiutanckiego albumu studyjnego Memories...Do Not Open amerykańskiego duetu producenckiego The Chainsmokers. Singel został wydany 13 stycznia 2017 roku za pośrednictwem wytwórni Disruptor i Columbia Records. Wokalu do utworu użyczyła amerykańska piosenkarka Emily Warren, która współpracowała z The Chainsmokers także przy utworach „Don't Let Me Down”, „Don't Say” i „My Type”
Singel notowany był na szczytach list przebojów m.in. w Australii, Kanadzie i Stanach Zjednoczonych, gdzie zyskał status platynowej płyty.
17 stycznia 2017 został wydany minialbum zawierający remiksy utworu „Paris”.

## Tło powstania utworu
W wywiadzie dla Taylora Weatherby’ego z tygodnika Billboard Emily Warren przyznała, że The Chainsmokers poprosili ją o pomoc już w trakcie powstawania utworu podczas gdy ona pracowała w pobliskim studiu. Dokończyli utwór wspólnie w ciągu kilku godzin. Zapytana dlaczego nie została zaakredytowana przy utworze stwierdziła, że utwór właściwie nie był śpiewany w duecie, a Drew Taggart zaśpiewał większość piosenki.

## Tytuł
Znaczenie tytułu „Paris” zostało wyjaśnione na początku pierwszego filmu promującego utwór i oznacza „sentymentalną tęsknotę za rzeczywistością, która nie jest autentyczna” lub „bezpowrotnie utracone warunki dla fantazji, które wywołują nostalgię lub marzenia dzienne”.

## Teledysk
12 stycznia 2017 roku w serwisie internetowym YouTube został opublikowany pierwszy film promujący utwór „Paris”. Wyreżyserował go Rory Kramer. W nakręconym w meksykańskiej miejscowości Tulum filmie zagrała amerykańska modelka Alexis Ren. Film został wyposażony w tekst piosenki.
Oficjalny teledysk do utworu został nakręcony w Los Angeles, a wyreżyserował go Mister Whitmore. W serwisie YouTube opublikowano go 16 lutego. Wystąpili w nim członkowie duetu – Andrew Taggart i Alex Pall oraz amerykańska modelka Martha Hunt, która gra kobietę znajdującą się w domu unoszącym się w chmurach. Kobieta wyskakuje z okna, po czym ląduje na łóżku w tym samym domu. 15 marca artyści opublikowali film pokazujący sposób tworzenia teledysku.

## Wykonanie na żywo
Utwór został wykonany na żywo 5 marca 2017 roku podczas gali iHeartRadio Music Awards 2017 w Kia Forum w Inglewood oraz 8 kwietnia podczas programu Saturday Night Live amerykańskiej stacji NBC.

## Lista utworów
| Digital download | Digital download | Digital download |
| Nr               | Tytuł utworu     | Długość          |
| ---------------- | ---------------- | ---------------- |
| 1.               | „Paris”          | 3:41             |

| Digital download (Remixes EP) | Digital download (Remixes EP)   | Digital download (Remixes EP) |
| Nr                            | Tytuł utworu                    | Długość                       |
| ----------------------------- | ------------------------------- | ----------------------------- |
| 1.                            | „Paris” (VINAI Remix)           | 3:41                          |
| 2.                            | „Paris” (LOUDPVCK Remix)        | 3:41                          |
| 3.                            | „Paris” (Pegboard Nerds Remix)  | 3:41                          |
| 4.                            | „Paris” (Jewelz & Sparks Remix) | 3:41                          |
| 5.                            | „Paris” (Party Thieves Remix)   | 3:41                          |
| 6.                            | „Paris” (FKYA Remix)            | 3:41                          |

## Notowania na listach przebojów
| Lista                                   | Najwyższa pozycja |
| --------------------------------------- | ----------------- |
| Australia (Top 50 Singles)              | 4                 |
| Austria (Ö3 Austria Top 40)             | 6                 |
| Belgia (Flandria) (Ultratop 50 Singles) | 5                 |
| Belgia (Wallonia) (Ultratop 50 Singles) | 13                |
| Kanada (Billboard Canadian Hot 100)     | 2                 |
| Czechy (Singles Digital)                | 3                 |
| Dania (Track Top-40)                    | 2                 |
| Finlandia (Top 20 Singles)              | 5                 |
| Francja (Top 200 Singles)               | 29                |
| Niemcy (Top 100 Singles)                | 3                 |
| Węgry (Single Top 40)                   | 24                |
| Włochy (Top 20 Singles)                 | 9                 |
| Japonia (Japan Hot 100)                 | 34                |
| Meksyk (Billboard Ingles Airplay)       | 2                 |
| Holandia (Dutch Top 40)                 | 4                 |
| Holandia (Single Top 100)               | 4                 |
| Nowa Zelandia (Top 40 Singles)          | 5                 |
| Norwegia (Top 20 Singles)               | 3                 |
| Portugalia (AFP)                        | 4                 |
| Słowacja (Singles Digital)              | 3                 |
| Słowenia (SloTop50)                     | 9                 |
| Hiszpania (Top 50 Singles)              | 30                |
| Szwecja (Top 60 Singles)                | 2                 |
| Szwajcaria (Singles Top 100)            | 8                 |
| Wielka Brytania (Singles Top 100)       | 5                 |
| Stany Zjednoczone (Hot 100)             | 6                 |

## Certyfikaty
| Lista                    | Pozycja         | Sprzedaż  |
| ------------------------ | --------------- | --------- |
| Australia (ARIA)         | platynowa płyta | 70 000    |
| Belgia (BEA)             | złota płyta     | 15 000    |
| Kanada (Music Canada)    | platynowa płyta | 80 000    |
| Dania (IFPI)             | złota płyta     | 30 000    |
| Francja (SNEP)           | złota płyta     | 150 000   |
| Niemcy (BVMI)            | złota płyta     | 200 000   |
| Włochy (FIMI)            | platynowa płyta | 50 000    |
| Nowa Zelandia (RMNZ)     | złota płyta     | 15 000    |
| Polska (ZPAV)            | platynowa płyta | 50 000    |
| Szwecja (IFPI)           | platynowa płyta | 40 000    |
| Wielka Brytania (BPI)    | złota płyta     | 400 000   |
| Stany Zjednoczone (RIAA) | platynowa płyta | 1 000 000 |